# Задоянчук Олег Іванович
Оле́г Іва́нович Задоянчу́к (10 липня 1971, Хабаровськ — 4 вересня 2014, Дмитрівка) — український журналіст. Учасник російсько-української війни.

## Життєпис
Народився 10 липня 1971 року в місті Хабаровську в сім'ї військового. У 1985—1988 роках навчався в школі № 55 м. Кишинів. У 1995 році закінчив Інститут журналістики Київського національного університету імені Тараса Шевченка, політична журналістика.
Починав займатися журналістикою з репортажами для московської газети «Мегаполис-Экспресс», відвідуючи зону бойових дій у Придністров'ї.
У 1993—1997 рр. — редактор, кореспондент «УНІАН-новини». У 1997—1998 рр. — редактор програми «Післямова» на студії «1+1».
З 1998 року — працював головним редактором телекомпанії «Нова мова», був редактором проекту «Обличчя світу», випусковим редактором новин «Нового каналу», «5 каналу», ТСН, СІТІ. Шеф-редактор медіа-центру «Кандидат». Останнім часом працював в агентстві «Укрінформ».
Призваний за мобілізацією 29 серпня 2014 року, 2 вересня в числі 16 новоприбулих бійців склав присягу в 12-му батальйоні територіальної оборони Києва. Уночі проти 4 вересня 2014 року російська артилерія системами «Смерч» підступно знищила український підрозділ у с. Дмитрівка Новоайдарського району. Тоді ж загинув старший лейтенант 12-го батальйону «Київ» Олексій Ощепков.
Поховали журналіста 8 вересня 2014 року на Алеї героїв Лук'янівського військового кладовища.

## Нагороди і вшанування
За особисту мужність і героїзм, виявлені у захисті державного суверенітету та територіальної цілісності України, вірність військовій присязі під час російсько-української війни, відзначений — нагороджений
- орденом «За мужність» III ступеня (посмертно)[5]
- Його портрет розміщений на меморіалі «Стіна пам'яті полеглих за Україну» у Києві: секція 4, ряд 8, місце 10
- Вшановується в меморіальному комплексі «Зала пам'яті», в щоденному ранковому церемоніалі 4 вересня[6]